# Majjat
Majjat (en àrab مجاط, Majjāṭ; en amazic ⵎⵊⵊⴰⵟ) és una comuna rural de la província de Chichaoua, a la regió de Marràqueix-Safi, al Marroc. Segons el cens de 2014 tenia una població total de 13.258 persones.